# Yanghua
Yanghua (kinesiska: 杨花, 杨花乡) är en socken i Kina. Den ligger i provinsen Hunan, i den södra delen av landet, omkring 71 kilometer öster om provinshuvudstaden Changsha. Antalet invånare är 20881. Befolkningen består av 10 011 kvinnor och 10 870 män. Barn under 15 år utgör 20,0 %, vuxna 15-64 år 70 %, och äldre över 65 år 9,0 %.
Genomsnittlig årsnederbörd är 2 042 millimeter. Den regnigaste månaden är maj, med i genomsnitt 332 mm nederbörd, och den torraste är oktober, med 35 mm nederbörd.